# SJ Rb
De Rb is een elektrische locomotief bestemd voor het personenvervoer en het goederenvervoer van de Statens Järnvägar (SJ).

## Geschiedenis
De locomotieven werden in de jaren 1950 ontwikkeld en gebouwd door Nydqvist & Holm AB (NOHAB) en de elektrische installatie gebouwd door Allmänna Svenska Elektriska Aktiebolaget (ASEA).

### Sloop
De Rb-locomotieven bleven tot medio 1970 zowel in het personenvervoer als in het goederenvervoer in gebruik. Daarna werden ze ter zijde gesteld. De laatste locomotief werd medio 1980 gesloopt.

### Export
De testen van deze locomotief van de serie Rb1 waren boven verwachting. De locomotieven waren sterker dan verwacht en bezaten uitstekende loopeigenschappen. ASEA wist locomotieven en componenten aan onder meer Roemeense en Joegoslavische spoorwegen te verkopen.

## Constructie en techniek
De locomotief heeft een stalen frame. De locomotief staan op twee draaistellen met twee assen met op iedere as een motor.

### Motoren
Bij deze locomotieven werden verschillende systemen getest.
- Rb 1 locomotieven hadden gelijkstroommotoren.
- Rb 2 en Rb 3 locomotieven hadden conventionele wisselstroommotoren.

### Thyristor
Intussen had de ontwikkeling van Thyristor technologie grote vooruitgang geboekt.
De Rb 1: 1001 was in 1965 de eerste traploze regelbare door Thyristor gestuurde locomotief die door ASEA werd gebouwd. Het voordeel hiervan waren:
- hogere aanzetkracht
- lagere risico van slippen
- minder onderhoud

Uiteindelijk werd het tractie systeem van de Rb 1 gekozen voor de nieuwe standaard locomotief Rc 1.

### Nummers
De locomotieven werden door de Statens Järnvägar (SJ) als volgt genummerd:
| Lijst van de Rb |          |      |             |
| Nummer          | Eigenaar | Type | Opmerkingen |
| 1001 - 1002     | SJ       | Rb 1 |             |
| 1003 - 1004     | SJ       | Rb 2 |             |
| 1005 - 1006     | SJ       | Rb 3 |             |

## Treindiensten
De locomotieven werden door de Statens Järnvägar (SJ) ingezet voor onder meer het personenvervoer vanuit diverse steunpunten.